# Old Bank District (Los Angeles)
L'Old Bank District è un quartiere della Downtown di Los Angeles collocato all'interno dell'Historic Core ed è composto da un gruppo di edifici commerciali risalenti al XX secolo molti dei quali oggi riconvertiti ad edilizia residenziale come loft.
Il quartiere confina approssimativamente con il Jewelry District, con il Fashion District, con il Gallery Row, il Toy District ed il Civic Center, in particolare per il blocco dalla Main alla Spring Street tra la quarta e la quinta strada.
Il quartiere deve il suo nome a quello del progetto di riconversione dei vecchi edifici in abitazioni residenziali proposto dal costruttore Tom Gillmore nel 1998. L'emanazione di un'ordinanza del 1999 chiamata Adaptive reuse ordinance l'anno seguente ne accelerò la nascita e la prima struttura vide la luce nel 2000.
L'8 gennaio 2004 l'Old Bank District venne designato ufficialmente distretto della città. I suoi confini sono la terza strada sul suo bordo a nord, la sesta strada a sud, Los Angeles Street sul bordo ad est e Spring Street ad ovest.
L'Old Bank District si sovrappone con lo Spring Street Financial District.